# She, a Chinese
She, a Chinese ist ein Film der chinesisch-britischen Regisseurin Guo Xiaolu aus dem Jahr 2009.
Eine junge Frau, die aus einem abgelegenen chinesischen Dorf nach London flieht, muss feststellen, dass „der Westen“ – ein idealisierter Ort des unmöglichen glamourösen Konsumreichtums – ohne Geld genauso hart ist wie der Ort, den sie verlassen hat.

## Handlung
Die Jugendliche Li Mei lebt zusammen mit ihren Eltern in einem kleinen Dorf in China. Sie hilft dort ihrer Mutter auf dem Feld und im Haushalt und unterstützt ihren Vater bei seiner Arbeit auf einer Müllhalde. Ihr Alltag ist weitgehend monoton und ihre vorherrschende Langeweile kann nur von gelegentlichen Flirts durchbrochen werden. Da ist zum einen ein Lastwagenfahrer, der regelmäßig in dem Dorf seine Essenspause einlegt und Li Mei gelegentlich ins Kino einlädt. Zum anderen trifft sie sich mit einem jungen Mann aus der Umgebung, der einen Motorroller besitzt und sein Geld mit dem Verkauf illegaler DVD-Kopien verdient. Als sich dieser ihr auch körperlich nähern will, lehnt sie ab, bittet ihn aber, ihr seinen MP3-Player zu geben. Seitdem gibt ihr zumindest die Musik etwas Abwechslung.
Die Mutter ist von diesen Annäherungsversuchen nicht begeistert, da sie für ihre Tochter bereits einen Verwaltungsbeamten als zukünftigen Ehemann ausgesucht hat. Ihrer Mutter zuliebe trifft sie ihn, ist allerdings von dem Hobbyfotografen nicht sehr angetan. Eines Tages kommt der Lastwagenfahrer wieder im Dorf vorbei und gibt vor, Li Mei ins Kino einladen zu wollen. Stattdessen fährt er mit ihr allerdings in eine verlassene Gegend und vergewaltigt sie.
Das nimmt das Mädchen zum Anlass, das Dorf zu verlassen und in die nächstgrößere Stadt, Chongqing, zu gehen. Dort arbeitet sie zunächst in einer Textilfabrik, verliert diese Anstellung aber schon bald. Sie landet anschließend in einem „Frisörsalon“, dessen Kunden die Frisösen auch als Prostituierte buchen. In diesem Umfeld lernt Li Mei den Gangster Spikey kennen, der im Drogenmilieu unterwegs ist. Die beiden werden ein Paar, bis Spikey eines Tages tödlich verletzt wird. Li Mei bricht daraufhin mit dessen Geld im Rahmen einer Gruppenreise nach London auf.
Es gelingt ihr, sich aus der Touristengruppe zu lösen. Fortan schlägt sie sich allein durch. In einer Bar trifft sie auf den Witwer Geoffrey Hunt, der sie zunächst bei sich aufnimmt und sie schließlich heiratet, um ihr einen legalen Aufenthalt im Vereinigten Königreich zu ermöglichen. Die beiden haben sich allerdings – auch wegen des gewaltigen Altersunterschieds – kaum etwas zu sagen und das gemeinsame Leben wirkt eher trostlos. Li Mei verliebt sich später in den Imbissbesitzer Rachid, der aus Indien stammt und Muslim ist. Hier kann sie auch ihren sexuellen Bedürfnissen nachkommen und weil sie genug vom Leben mit Herrn Hunt hat, beschließt sie, bei Rachid einzuziehen und nicht zu Hunt zurückzukehren. Sie wird schwanger und als sie dies Rachid mitteilt, sagt er, dass er zurück nach Indien gehen möchte. Daraufhin packt sie in seiner Abwesenheit ihre Sachen und verlässt ihn. Sie zieht schwanger und nur mit ihrer Tasche ganz allein durch London bis zum Meer.

## Auszeichnungen
- 2009: Goldener Leopard[2][3]